# Provider (N.E.R.D)
Provider è un brano musicale del gruppo musicale statunitense N.E.R.D, estratto come terzo singolo dall'album In Search of....
Il video musicale prodotto per Provider è stato diretto dalla regista Diane Martel, e vede protagonisti gli attori Brad Renfro e Kelli Garner. Fanno una apparizione cameo nel video anche Tony Hawk e Travis Barker.

## Tracce
1. Provider (Zero 7 Remix Edit)
2. Provider (Remix Radio Edit)
3. Lapdance (Freeform Reform)
4. Provider (Video)

## Classifiche
| Classifica  | Posizione più alta |
| ----------- | ------------------ |
| Paesi Bassi | 95                 |
| Regno Unito | 20                 |
| Svezia      | 43                 |